# The Angry Birds Movie 2
The Angry Birds Movie 2 (Nederlands: Angry Birds: De film 2) is een Amerikaans-Finse computeranimatiefilm uit 2019, geregisseerd door Thurop van Orman en John Rice. De film is een vervolg op de in 2016 uitgebrachte The Angry Birds Movie en wordt geproduceerd door Rovio Entertainment en Sony Pictures Entertainment.

## Synopsis
Deze keer is er een derde eiland in het spel, geleid door de wraakzuchtige Zeta die de biggen en vogels van hun eilanden wil verjagen. De vogels en biggen moeten hun onderlinge strijd staken en hun krachten bundelen om Zeta te verslaan.
Leonard, Red, Chuck, Bomb, Silver en Mighty Eagle gaan op een geheime missie om Zeta te ontwapenen. Het blijkt dat Mighty Eagle en Zeta oude bekenden zijn.

## Stemverdeling
| Personage     | Engelse stem      | Nederlandse stem    | Vlaamse stem         |
| ------------- | ----------------- | ------------------- | -------------------- |
| Red           | Jason Sudeikis    | Eddy Zoëy           | Stijn Cole           |
| Chuck         | Josh Gad          | Enzo Knol           | Sven De Ridder       |
| Bomb          | Danny McBride     | Murth Mossel        | Dominique Van Malder |
| Mighty Eagle  | Peter Dinklage    | Frank Lammers       | Ivan Pecnik          |
| Silver        | Rachel Bloom      | Do                  | Lauren De Ruyck      |
| Leonard       | Bill Hader        | Ruben Nicolai       | Alex Agnew           |
| Courtney      | Awkwafina         | Pip Pellens         | Joke De Bruyn        |
| Garry         | Sterling K. Brown | André Dongelmans    | Koen De Bouw         |
| Hal           | Anthony Padilla   | Levi van Kempen     |                      |
| Zeta          | Leslie Jones      | Soundos El Ahmadi   | Hilde Van Mieghem    |
| Zoe           | Brooklynn Prince  | Bibi                | Pixie De Winter      |
| Steve         | Alex Hirsch       | Jan Nonhof          |                      |
| Debbie        | Tiffany Haddish   | Olcay Gulsen        | Britt Van Der Borght |
| Glenn         | Eugenio Derbez    | Diederik Jekel      | David Dermez         |
| Ella          | Dove Cameron      | Marieke Elsinga     | Sien Wynants         |
| Alex          | Lil Rel Howery    | Janice              | Sander Gillis        |
| Pinky         | Nicki Minaj       | Maryam Hassouni     | Tatyana Beloy        |
| Carl          | Zach Woods        | Mattie Valk         | Dempsey Hendrickx    |
| Jerry         | Pete Davidson     | John van den Heuvel | Sieg De Doncker      |
| Hank          | Beck Bennett      | Rico Verhoeven      | Nicolas Vanhole      |
| Matilda       | Maya Rudolph      |                     | Tiny Bertels         |
| Jay en Kira   | JoJo Siwa         |                     |                      |
| Roxanne       | Colleen Ballinger |                     |                      |
| Bubba         | Gaten Matarazzo   |                     |                      |
| Oliver        | Mason Ramsey      |                     |                      |
| Steve         | Alex Hirsch       |                     |                      |
| Terence       | Nolan North       |                     |                      |
| Bomb's moeder | Kelly Prizeman    | Irma Knol           |                      |
| Party girl    |                   |                     | Jamie-Lee Six        |